# オークラウロ
オークラウロ（Okraulo）は日本の尺八に西洋のモダン・フルートのキーメカニズムを取り入れて、昭和初期に大倉喜七郎が考案した金属製の多孔尺八の商標である。日本尺八は、エアリード（無簧）式の縦笛で、ザックス＝ホルンボステル分類に当てはめると、気鳴楽器の中の「開管単式縦吹きフルート」になる。

## 概要
大倉喜七郎は大倉財閥の二代目として文化・スポーツ界の支援に多大な貢献をした。若くから特に尺八の吹奏を得意としており、指孔を増やすことで尺八の音域を広げ、西洋音楽の十二音律に対応する楽器にしたいとの考えからオークラウロの開発に取り組んだ。1922年（大正12年）4月に大倉式尺八の披露会が行われ、その後の試行錯誤を経て、1935年（昭和10年）に新楽器として初めてオークラウロの名称で世間に発表された。
オークラウロ協会の総務であった伊庭孝により、創始者のOKURAと、古代ギリシアの楽器「アウロス」（Aulos）を合わせて「オークラウロ」と命名されたが、1938年（昭和13年）には「オークラロ」としても商標登録されている。アウロスは現存しない伝説上の楽器であるが、ダブルリードでダブルボアだったとされるため、エアリード式でシングルボアの尺八とは厳密には異なるが、おそらく古代ギリシアへのロマンや縦笛としての理想などが時代の雰囲気と相まっての命名であろう。標準管のソプラノのほか、ピッコロ、ソプラニーノ、アルト、バッソの5種が制作され、楽器としての性能は良好であったとの評価もあるが、オークラウロ奏者の育成やオークラウロのための楽曲の制作などが発展途上の段階で、戦後の財閥解体により大倉家のバックアップが失われたため、楽器製作のコスト面や、教授者の不足、日本における音楽の急速な欧米化など、様々な要因を背景に廃れてしまった。しかし、10数年という短い期間ではあったが、関係者へのインパクトは大きく、その後も一部にその存在が語り継がれたため、幻の楽器と称される。

## 沿革
大倉喜七郎は大正12年（1923年）1月に「楽器としての尺八改良意見」を雑誌『三曲』に発表し、同年4月に「大倉式尺八」の披露会を行った。尺八式の歌口に、フルートに似たキーシステムを備えた「わかまつ」銘で真鍮製の「大倉式尺八」1管が大倉集古館に現存している。これは通常のコンサート・フルートよりやや短い、いわゆる一尺八寸管であるが、音高が不安定であったためにこれ以上は作られず、その後1930年代にロンドンのフルート・メーカーであるルードル・カート（ルーダル・カルテ）社に試作を依頼した。喜七郎は自らも工房に赴き、管の太さを調整したり、キーの配置にも尺八独特の奏法や音色を取り入れるための工夫を随所に盛り込むなどして、これを完成させた。ソプラノ管の他に、ピッコロ、ソプラニーノ、アルト、バッソが作られた。これらは喜七郎本人も含むプロの奏者（師範）が使用するための楽器であったが、この他にオークラウロの海外での広報活動を一任されていた音響学者で管楽器設計者の平林勇が勤務していた二ッカン（日本管楽器株式会社）で、一般への普及用が製作された。ソプラノ管のみ第一種が40円、第二種が70円で販売された。1940年以降には、当時の奏者の回想としてニッカンにフルート製作の技術協力をしていた村松フルート製作所でもオークラウロのコピーが作られたとも伝わるが、創始者である村松孝一は、安易な楽器は作りたくないとの思いから、ニッカンからの協力要請は断ったと述懐しており、食い違いが生じている。楽器の改良には、平林勇の親友で、自らもフルートを吹奏した作曲家の平尾貴四男も深く関わり、現在「フルート為のソナチネ」として知られている楽曲は、当初オークラウロのために作曲されたものであった。ほかに、楽器製作の協力者としてフルーティストの平林廣志を挙げる著述もあるが、これを裏付ける資料が提示されておらず、平林勇の間違いである可能性がある。
京橋には大倉音楽研究所があり、その中にオークラウロ協会が設けられ、『オークラウロ教則本』（古賀一聴著、1936）を刊行した。音高が正確で、習得も容易であるとの触れ込みで大いに宣伝も行われ、養成所では奏者の募集も行われた。楽団による定期演奏会も行われ、プロ奏者としては、大倉聴松（喜七郎）のほか、荒木和聴（4代目荒木古童）、福田真聴（福田蘭童）、角野錦聴（角野錦生）、岸星聴（岸星甫）、菊池淡聴（菊池淡水）など、当時の若手尺八奏者がいた。楽団では、当初は主に尺八の楽曲を中心に演奏していたが、やがて西洋クラシック音楽の演奏に傾倒したことで、フルートとの安易な比較を招き、尺八ともフルートとも異なるオークラウロ独自の音色の可能性を目指した喜七郎の夢は半ばとなった。
戦後、長らくオークラウロは邦楽史の中で一部語られるだけの忘れられた存在となっていたが、大倉喜七郎の50回忌を前にした2011年8月～9月に大倉集古館主催の展覧会「大倉喜七郎と邦楽　―“幻の竪笛”オークラウロを中心に―」が開催され、この展覧会の併催イベントとしてオークラウロ（わかまつ銘大倉式尺八）を使用したコンサートが行われた。これを契機に、同館を中心として講演会やコンサートなどを行うオークラウロの再生プロジェクトが始まり、2012年1月には小湊昭尚のオークラウロ演奏によるオリジナルアルバム『オークラウロ Okraulo』が発売されるなど、普及に向けた活動が続けられている。近年では、尺八とフルートの両面の機能を併せ持つハイブリッドな縦笛として再び注目され、マスコミなどに多く取り上げられるとともに、コンサートを始め様々な場面で演奏される機会も徐々に増えている。
また、2012年から新しいオークラウロの再製作が行われ、2014年には公益財団法人大倉文化財団の商標として（登録第55755632）楽器の販売も開始されている。2015年8月にはソプラノ・アルト・バス3管（アルト、バスは1939年頃のルードル・カート製）の合奏も収めたセカンドアルバム『オークラウロ OKRAULO 2 -Rainbow prism-』が発売、また同年11月に浜松市楽器博物館にて特別展「和魂洋才　オークラウロと大倉喜七郎」が開催、レクチャーコンサートなどの演奏会も行われた。